# 中国科学院理化技术研究所

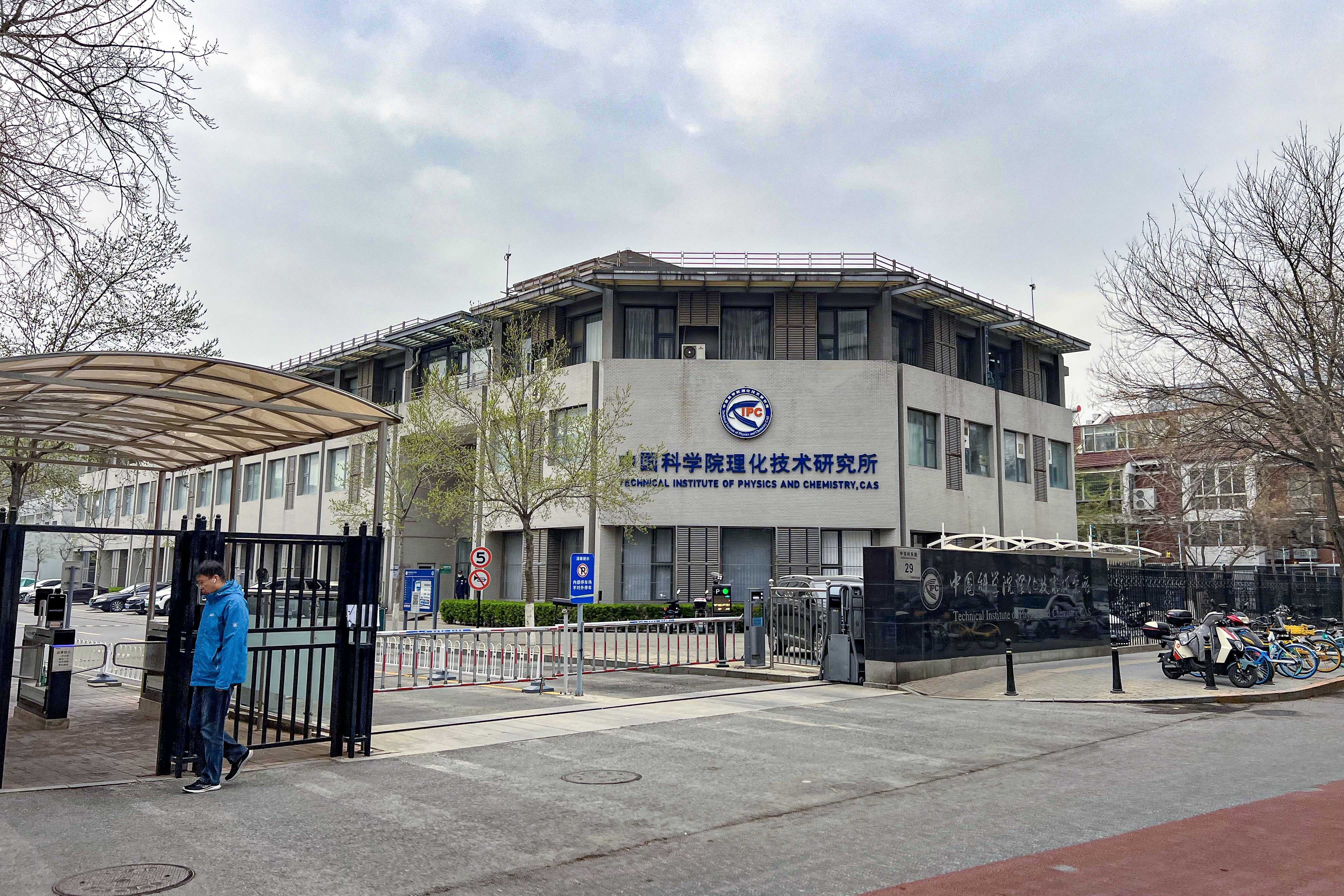
中科院理化所

中国科学院理化技术研究所是中华人民共和国物理、化学技术研究机构，组建于1999年6月，是中国科学院的直属研究单位。